# Липсиус, Фред
Фред Ли́псиус (англ. Fred Lipsius, род. 19 ноября 1943 года в Бронксе, Нью-Йорк, США) — американский саксофонист и аранжировщик

, бывший участник джаз-рок-группы Blood, Sweat & Tears, в которой он играл на альт-саксофоне и фортепиано. В составе группы он выступал с 1967 по 1971 год.

## Биография и творчество
Фред Липсиус родился 19 ноября 1943 года в Бронксе, Нью-Йорк. На кларнете он начал играть в 9 лет, на альт-саксофоне и тенор-саксофоне — в младших классах средней школы, а на фортепиано — в средней школе музыки и искусства на Манхэттене. В 1961—1962 годах Фред продолжил обучение в музыкальной школе Беркли (Berkley Scool of Music).
До Blood, Sweat & Tears Липсиус играл с оркестром Ронна Меткалфа. В составе Blood, Sweat & Tears, где Фред выступал с 1967 по 1971 год, он был саксофонистом, аранжировщиком, дирижёром и клавишником группы. Как её участник он выиграл девять золотых дисков, а также премию «Грэмми» за аранжировку "Spinning Wheel". Кроме того, Липсиус выступил аранжировщиком и соаранжировщиком  хит-синглов "Hi-De-Ho" и "You've Made Me So Very Happy" соответственно.
Липсиус выступал с Simon & Garfunkel, Дженис Джоплин и с такими великими джазовыми музыкантами, как Кэннонболл Эддерли, Телониус Монк, Зут Симс, Эдди Гомес, Эл Фостер, Джордж Мраз, Ларри Уиллис, Рэнди Брекер и Родни Джонс. Он участвовал в создании более 30 компакт-дисков, написав музыку и выступив в качестве лидера или аккомпаниатора.
Согласно опросам джазового журнала DownBeat и журнала Playboy, он вошёл в десятку лучших музыкантов в категории «альт-саксофон». Липсиус является автором, аранжировщиком и продюсером рекламных роликов для радио и телевидения, включая две музыкальных заставки для телевизионных шоу на канале CBS. Весной 1982 года он гастролировал по Японии и Европе с Simon & Garfunkel.
Липсиус является автором шести книг по джазовой импровизации и джазовому чтению. Ныне он преподаёт в Музыкальном колледже Беркли в Бостоне, Массачусетс, США.